# Юханссон, Юхан Петтер
Юхан Петтер Юханссон (швед. Johan Petter Johansson; 12 декабря 1853, лен Вестра-Гёталанд — 25 августа 1943, Энчёпинг) — шведский изобретатель, промышленник. Изобрёл трубный ключ, а также модифицировал разводной ключ, добавив в конструкцию червяк, после чего такой ключ долгое время назывался «шведским». Получил более 100 патентов.
Родился недалеко от города Воргорда на западе Швеции, был старшим ребёнком среди 6 детей в крестьянской семье. Начал работать помощником оператора парового двигателя торфяной фабрики. Покинул Воргорду в 1873 году в возрасте 19 лет, стал чернорабочим в Мутале, в 1874 году поступил на военную службу, затем переехал в Эскильстуну, где работал на заводе Мунктелла. В 1878 году переехал в Вестерос, где сначала работал в механической мастерской, а затем кузнецом на ферме в пригороде.
В это время Юханссон принял решение уехать в США, но, получив выгодное предложение работы от своего бывшего работодателя с завода Мунктелла, изменил своё решение.
Решив начать своё собственное дело, переехал в Энчёпинг, где основал Механическую мастерскую Энчёпинга (Enköpings Mekaniska Verkstad), ставшую весьма успешной. Работая в мастерской, Юханссон изобрёл разводной и трубный ключи. В 1890 году компания «B. A. Hjort & Company» согласилась распространять инструменты Юханссона под маркой «Bahco». Продажи инструментов пошли успешно, компания до сих пор существует и произвела уже более 100 миллионов ключей.
В 1916 году Юханссон передал своё предприятие сыну и фирме «B. A. Hjort & Company», начал заниматься опытами с электрическими механизмами, в 1919 году основал новое предприятие «Triplex», производящее электрические маятники и другие устройства.

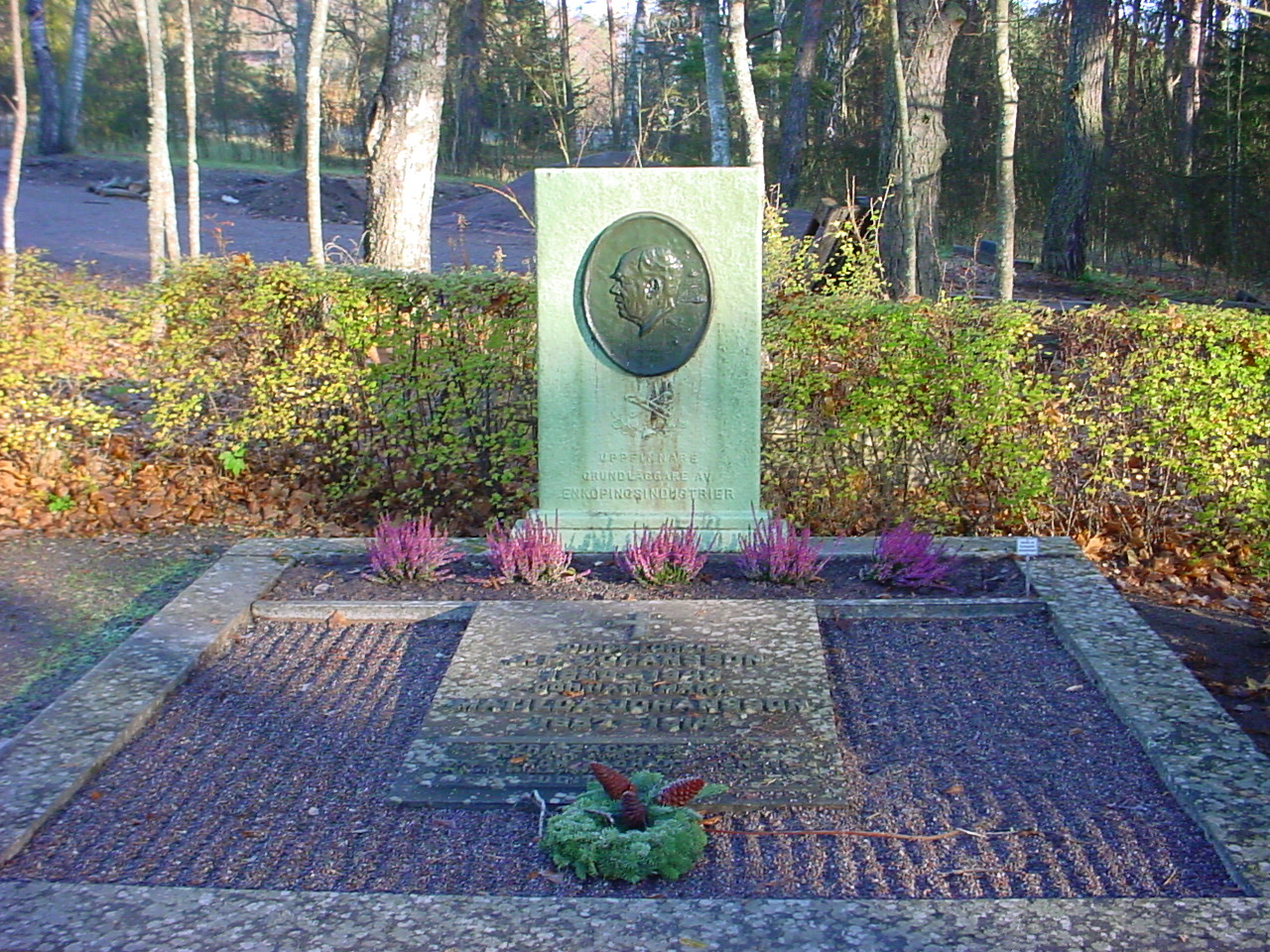
Могила Юхана Юханссона

Юханссон умер в 1943 году в возрасте 89 лет, оставаясь активным до последних дней. Похоронен в Энчёпинге.